# ポータブル電源
ポータブル電源（ポータブルでんげん）とは、可搬型のバッテリーで外部電源により充電を行い、蓄電された電気を電気製品・機器に供給可能な電源装置である。略して「ポタ電」とも言う。

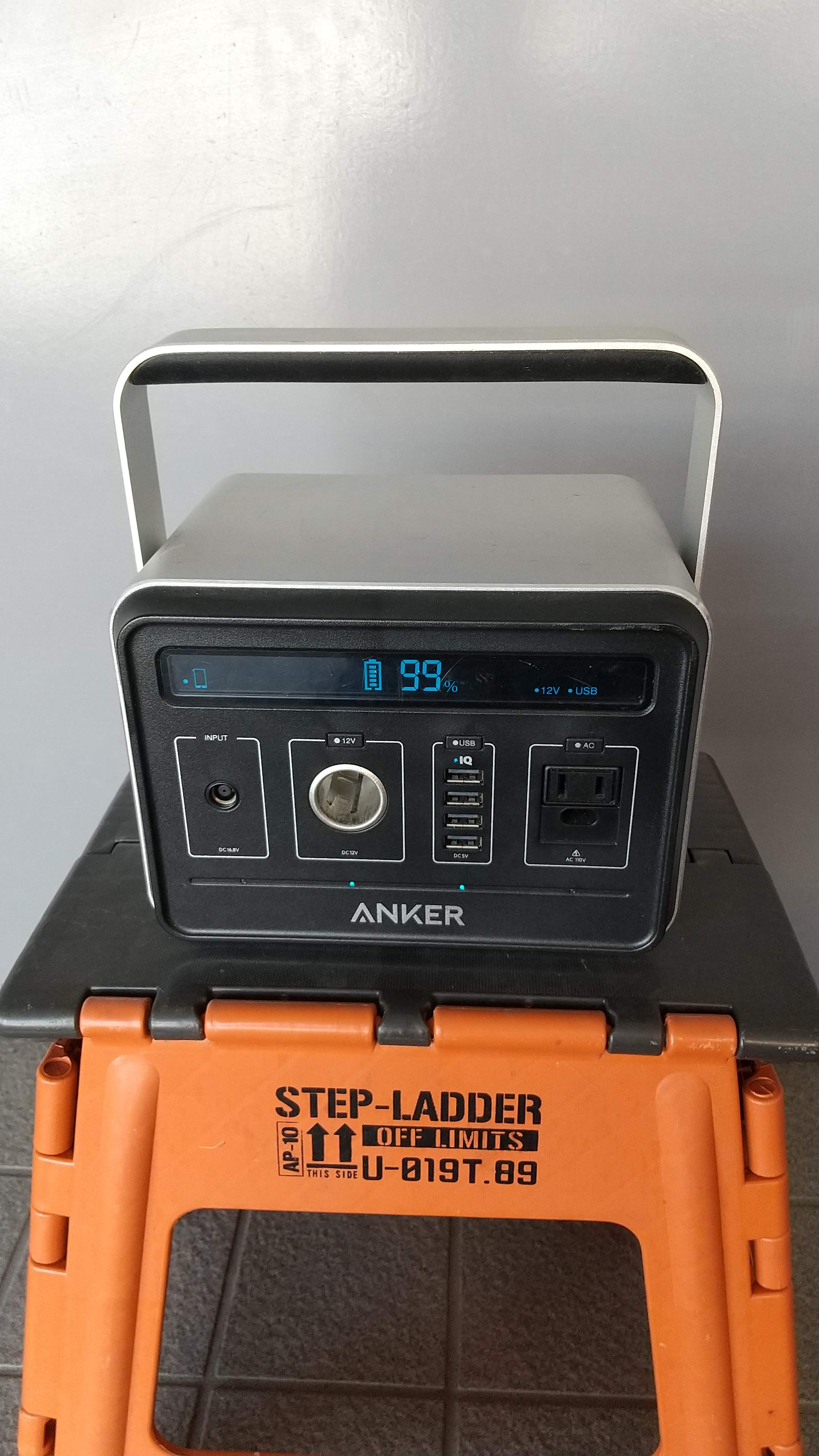
PowerHouse(アンカー社製)自治体等が防災対策用に採用、12Vシガー・USB・AC100V出力を備える。

## 概要
一般的にはスマートフォンの充電用外部電源として多用されているモバイルバッテリーの内蔵蓄電池を大容量化したもので、充電は家庭用電源やソーラーパネル等で行い、AC（100V～110V）電源出力に対応するなど多機能化したものを指す。

## 特徴
モバイルバッテリーと比較し、数倍から数十倍ものバッテリー容量及び多機能化に伴ってその他の機能を搭載するため、それなりの大きさと重量があり持ち運びが可能な取手やキャリーがついている製品が一般的である。
屋外(野外)での電源確保の手段としても有用であり、可搬型発電機に替わりキャンプや車中泊、災害時の備えとして注目されている。また､長時間使用できる大容量型も増え、災害対策用として自治体での採用も進んでいる。
製品によって若干異なるが、電源供給用出力端子はUSB・DC12V・AC100V等を備え、付属品を使用することによってソーラーパネルを用いた充電等に対応するモデルも存在する。電源本体の出力許容範囲内で、車載用機器や一般家電製品が使用できるため本来電源が存在しない屋外や災害時等にも電源の確保が可能となる。
一般家庭で使用されている電子レンジやヘアドライヤー等は消費電力が大きく、それらを動作させるには家庭用電源同様の1000W～1500W程度が必要とされ、商用電源が存在しない屋外での使用が難しい状況だったが蓄電池性能や充電機能の技術進歩により、家庭用電源同様の定格1500W(100V15A)以上の出力が可能な機種も登場してきている｡
それにより､キャンプや車中泊等のアウトドアに供する他にも災害対策としての保管や、発電機の利用や調理に伴う燃料を使わずに済むというメリットがあるため高額にもかかわらず需要は伸びている。
全般的に製品はOEM/ODMされる場合が多く、同じ製品が複数ブランドで展開される事もある。また、筐体デザインの違いのみで内部設計(仕様)が同じ商品も存在する。この分野では中国企業が先行しており「ブランド戦略」に注力し、コストパフォーマンスの高い魅力的な製品を多数展開している。
注意すべき点を挙げると、内蔵電池の種類を明記していない機種もあり、その場合多くは電池特性や充放電回数などの記載がない事がある。購入の際には価格だけで決めず、内蔵電池の種類（リン酸鉄リチウム・三元系等）や充放電回数をメーカーがきちんと謳った商品を選択することが大事である。

### 利点
- 電源設備のない場所に手軽に大容量の電力を供給できる
- ランニングコストが低い
- 発電機と比較し、使用時の騒音が格段に小さい[12]
- 発電機と比較し運用/メンテナンスに関する手間が非常に少なくて済む[13]
- 車両内やテント内等の密室でも使用可能
- 常に安定した電力供給が可能なため､大電力が必要な機器の動作も行える[14]
- 充電方法が多岐に渉るため障害耐性が高く災害時の運用にも適している
- 防災用品としての適性が高い

### 欠点
- 発電機と比較して出力が低いため、使用できる機器/電力に制限が存在する[15]
- 製品によって出力される波形が異なるため、利用する電気製品には注意が必要[16]
- バッテリーを使用するという性質上、価格が高くなってしまう
- 低温に弱い[17]
- 長時間の連続運用には適していない
- 災害対策としての長期保存時やシーズン外等で運用を行わない場合でもメンテナンスや保管場所に注意が必要[18]

### 従来型の発電機との比較
上記の利点/欠点欄にも記載される通り、従来型発電機と比較すると騒音の少なさや室内利用が可能な点など取り回しが非常に良い点が多いが、電力の制限及び連続運用という面では2021年現在では大きな課題が残っている。ポータブル電源は本来は電力が存在する場所、もしくは事前の充電や付近に電力もしくは太陽光などのリソースが存在する場所での運用を主にすることに対し、発電機は屋外や工事現場等の電力が存在しないスペースで燃料を用いて長時間/大電力を供給することを目的としており、そもそもの目的からして異なるため容易に比較が行えるものではない。

## 内蔵畜電池の種類と特徴
安全性が高い順（エネルギー密度が低い順）

### ①リン酸鉄系
- 高安全性 - 結晶構造が強固で崩壊しにくく熱安定性が高く、発火や爆発を起こさない
- 低コスト - レアメタル未使用なのでコストを抑えられる
- 長寿命 - 充放電回数は2,000～4,000サイクルと耐久性に優れる
- 低自己放電 - 自己放電率が月1%程度と低く、長期間保管(震災等に備えられる)可能
- ×低エネルギー密度 - 定格電圧が3.2V程度とエネルギー密度が低く、大容量化すると重くなる

### ②リチウムイオン電池
- エネルギー密度が高い
- 重量が軽い
- 低温特性
- 公称電圧が高い
- 急速充放電が可能

### ③チタン酸系
- 低温特性に優れている(－30℃の環境でも使用可能)
- 長寿命 - 充放電回数は10000回以上ある
- 入出力特性 - Cレート(出力電流対容量比)が高く急速充放電に適している
- ×低エネルギー密度 - 定格電圧2.4Vのため容量に対し重量が大きくなる
- ×高コスト - 他のリチウム系電池より高額になる。

## 主要なメーカーの製品に使われている電池の種類の変遷
- 2009年頃 鉛蓄電池[19][20]
- 2016年～ 三元系リチウムイオン[21][22]
- 2020年～ リン酸鉄リチウムイオン[23][24]

## 無停電電源装置として
充電しつつ出力が可能、もしくはパススルー機能からの瞬時切り替えが搭載されたモデルでは無停電電源装置と同様の運用が可能となる。
これらは高度な業務用向け製品程の信頼性は無いが、一般家庭や小規模オフィス等で防災も兼ねて普段より充電しながら利用することにより万一の停電時でも電子機器の急なシャットダウンを防ぎつつ、その後も復電まで大容量バッテリーとして運用可能なことから企業向け防災用品とともに普及が見られている。

## 防災製品等推奨認証について
一般社団法人防災安全協会では、防災製品等推奨品審査会において災害時における必要性・安全性・機能性・利便性を評価基準とし厳正なる審査により安全性が高く災害時に有効に活用できるポータブル電源製品を数多く認定している。

## 電気用品安全法について
計画的な運用や短期間の防災目的として評価が高いポータブル電源ではあるが、日本国内でも複数のモデルで発火事故や爆発事故が発生している。ポータブル電源はモバイルバッテリーのような電気用品安全法(PSEマーク)による規制は存在しないため2021年現在では見た目ではその製品がどのような安全機能が搭載されているか等の判断は行えない。

## 国内販売ブランド

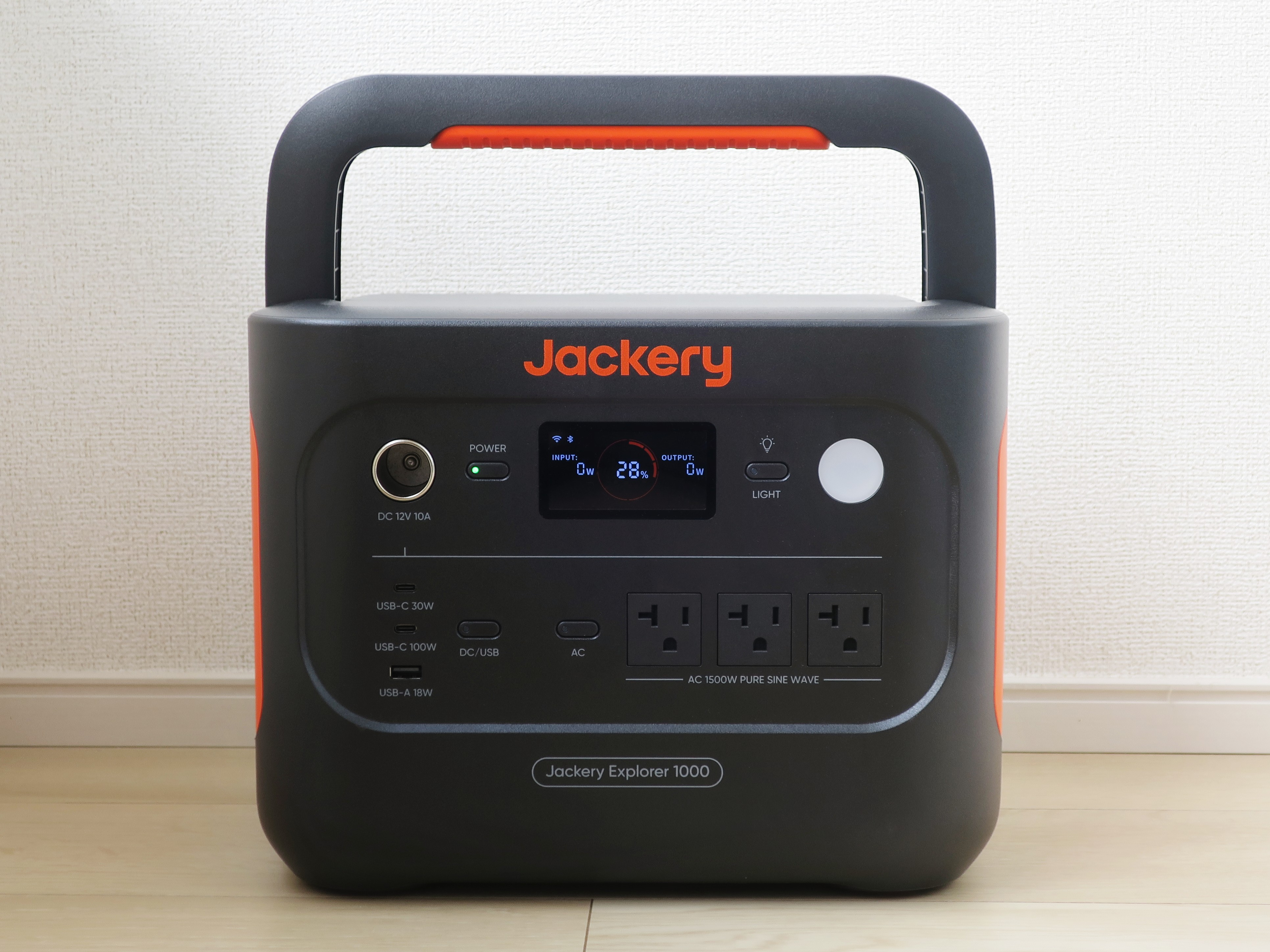
Jackery ポータブル電源 1000 New

- メジャー（販売実績が高く、日本法人によるサポート体制が確立されているブランド）
  - Anker｜アンカー（アンカー・ジャパン 株式会社）
  - BLUETTI｜ブルーティ｜MAXOAK｜マックスオーク｜PowerOak｜パワーオーク（株式会社 ブルーティパワー）
  - EcoFlow｜エコフロー（EcoFlow Technology Japan 株式会社）
  - EENOUR｜イーノウ（株式会社 イーノウ・ジャパン）
  - Jackery｜ジャクリ（株式会社 Jackery Japan）
  - KENWOOD｜ケンウッド / Jackery製OEM含
  - JVC｜ジェイブイシー / Jackery製OEM含
  - Victor｜ビクター
  - PowerArQ｜パワーアーク｜SmartTap｜スマートタップ（加島商事 株式会社）
- その他
  - Aiper｜アイパー（株式会社 アイパー・ジャパン）
  - AlphaESS｜アルファイーエスエス（Traibow｜株式会社 トレイボウ）
  - ALLPOWERS｜オールパワーズ（ALLPOWERS 株式会社）
  - ASAGAO｜アサガオ（ASAGAO JAPAN 合同会社）
  - AUKEY｜オーキー（株式会社 美貴本）
  - BALDR｜バルドル（TOGO POWER 株式会社）
  - BigBlue｜ビッグブルー（Bigblue Tech 株式会社）
  - BougeRV｜ボージアールブイ（BougeRV Japan｜ボージアールブイジャパン 株式会社）
  - Coleman｜コールマン / tama's｜多摩電子工業コラボ
  - ELECAENTA｜エレカンタ
  - ELECOM｜エレコム
  - ENEPORTA｜エネポルタ（株式会社 クマザキエイム）
  - ENERBOX｜エナーボックス（LACITA｜ラチタ｜株式会社 ポスタリテイト）
  - Energy Station｜エナジーステーション（Maxell｜マクセル）
  - EXHEART｜エクスハート（ハート電機サービス 株式会社）
  - GOODGOODS｜グッドグッズ（株式会社 グッド・グッズ）
  - LVYUAN｜リョクエン（アコラデイジャパン 株式会社）
  - MAXPOWER｜マックスパワー（マックスパワー 株式会社）
  - OUKITEL｜オキテル・オウキテル
  - Owltech｜オウルテック
  - PECRON｜ペクロン
  - PHOENIX｜フェニックス（RENOGY JAPAN 株式会社）
  - PowerZ Pro｜パワーゼットプロ（MATECH｜マテック）
  - RAVPower｜ラブパワー（株式会社 SUNVALLEY JAPAN）
  - ROCKPALS｜ロックパルス
  - SANWA SUPPLY｜サンワサプライ
  - SUAOKI｜スアオキ
  - SuperBase｜スーパーベース（ZENDURE｜ゼンデュア・ジャパン 株式会社）
  - tama's｜多摩電子工業
  - Taskarl｜タスカル（新東京物産 株式会社）
  - ToGoPOWER｜トーゴーパワー（TOGO POWER 株式会社）
  - VIGORPOOL｜ヴィゴプール（株式会社 Vigorpool Japan）
  - VOLTANK｜ボルタンク（三菱重工メイキエンジン） / EcoFlow社製
  - VTOMAN｜ブイトーマン
  - YAMAZEN｜山善

## 業界団体
- 一般社団法人日本ポータブル電源協会（にほんポータブルでんげんきょうかい[33]、英: Japan Portable Power Station Association、JPPSA、法人番号：5010005039210） - 2024年11月27日設立[34]。ポータブル電源メーカーらが正会員となり、品質・安全性の向上、広報活動、自治体などとの連携強化などを活動内容とする[35]。所在地は東京都千代田区神田東紺屋町28番地[33]。